# Katalysatorgift
Unter Katalysatorgift, bei heterogenen Katalysatoren auch Kontaktgift, versteht man einen Stoff, der die Wirkung eines Katalysators dauerhaft verringert oder aufhebt. Dadurch bremst es eine, üblicherweise erwünschte, chemische Reaktion.

## Heterogene Katalysatoren
In der Öffentlichkeit bekannt ist vor allem Blei als Zerstörer von Fahrzeugkatalysatoren, deshalb ist verbleites Motorenbenzin – mit Bleitetraethyl als Antiklopfmittel versetzter Otto-Kraftstoff – an Tankstellen nicht mehr erhältlich. Chemische Katalysatoren können durch eine Reihe von Stoffen beeinträchtigt oder zerstört werden, darunter Schwermetalle, Halogene, Polymere, Schwefel oder Kohlenstoffmonoxid. Katalysatorengifte werden vom Katalysator statt des Stoffes, dessen Reaktion er beschleunigen soll, gebunden. Sie blockieren dadurch die Adsorptionsfähigkeit der großen Oberfläche der Katalysatorpartikel.

## Selektive Katalysatorvergiftung
Die Vergiftung eines Katalysators kann erwünscht sein, um die Aktivität eines Katalysators für eine spezielle Reaktion gezielt zu verringern. Oxidationskatalysatoren können gezielt vergiftet werden, um etwa die Oxidation eines primären Alkohols auf der Stufe des Aldehyds zu stoppen und damit die weitere Oxidation zur Carbonsäure zu verhindern. Durch die gezielte Vergiftung von Reduktionskatalysatoren mit Schwefelverbindungen kann man zum Beispiel erreichen, dass Alkine zu Alkenen, nicht aber weiter zu Alkanen hydriert werden.